# Sunday Mondays
Sunday Mondays is een nummer van de Franse zangeres Vanessa Paradis uit 1993. Het is de tweede single van haar titelloze derde studioalbum.
"Sunday Mondays" werd geproduceerd en mede geschreven door Lenny Kravitz, die ook het album produceerde. Het nummer leverde Paradis een bescheiden hit op in haar thuisland Frankrijk, waar het de 41e positie bereikte. In het Nederlandse taalgebied was de plaat succesvoller met een 28e positie in de Nederlandse Top 40, en een 20e positie in de Vlaamse Radio 2 Top 30. Het succes van voorganger Be My Baby werd hiermee echter niet geëvenaard.

## Tracklijst
- Cd-single

1. "Sunday Mondays" - 3:56
2. "I'm Waiting for the Man" - 3:21